# ظرف غذای فومی

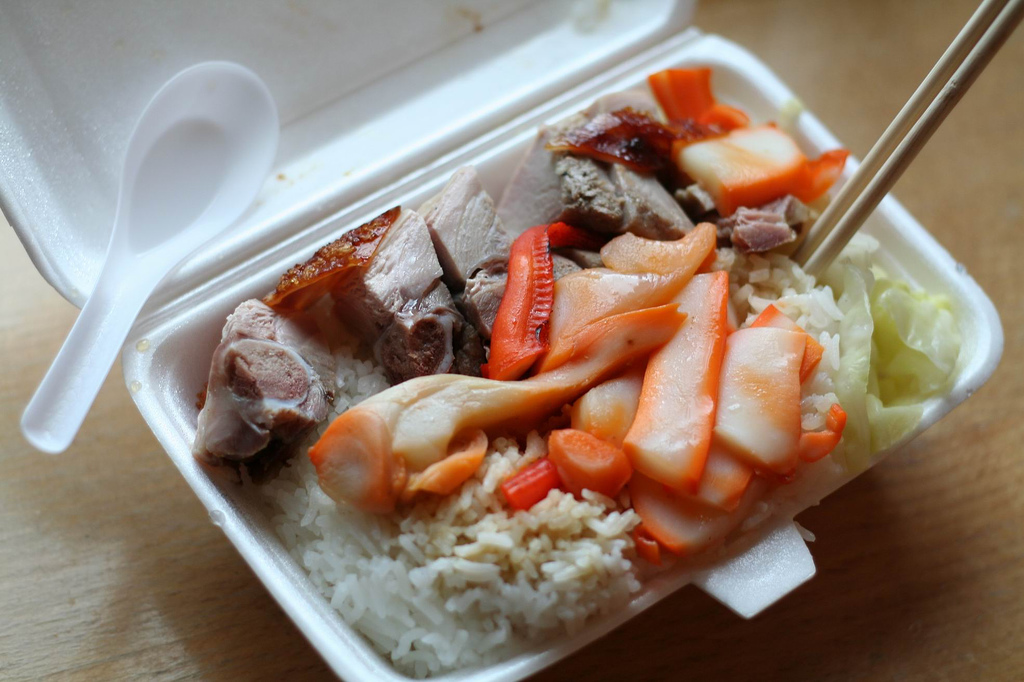
سیو می با برنج در ظرف فومی مخصوص بیرون‌بر

ظرف غذای فومی نوعی بسته‌بندی یکبار مصرف برای غذاها و نوشیدنی‌های مختلف مانند نودل فوری فرآوری‌شده، گوشت خام از سوپرمارکت‌ها، بستنی از بستنی‌فروشی‌ها، غذای پخته‌شده از اغذیه‌فروشی‌ها یا دکه‌های غذا یا نوشیدنی‌هایی مانند «قهوه بیرون‌بر» است. این ظروف همچنین معمولاً برای سرو غذای بیرون‌بر از رستوران‌ها استفاده می‌شوند و همچنین بنا به درخواست مشتریانی که مایل به بردن بقیه غذای خود به خانه هستند، در دسترس هستند. فوم عایق حرارتی خوبی است و حمل ظرف را آسان می‌کند و همچنین غذا را در دمایی که هنگام پر شدن در ظرف داشته است، چه گرم و چه سرد، نگه می‌دارد.

## مسائل زیست محیطی
ظروف بیرون‌بر فومی که کاملاً از فوم پلی‌استایرن ساخته شده‌اند، بر محیط زیست تأثیر می‌گذارند زیرا به راحتی تجزیه بیولوژیکی نمی‌شوند.  با این حال، تجزیه میکروبی استایرن از طریق متانوژن‌ها بررسی و تأیید شده است که محصولات واسطه آن مواد آلی مختلف و دی‌اکسید کربن هستند.  سودوموناس پوتیدا همچنین می‌تواند روغن استایرن را به پلی‌هیدروکسی‌آلکانوات‌های زیست‌تخریب‌پذیر مختلف تبدیل کند.   برخی از شهرها استفاده از ظروف بیرون‌بر فومی را ممنوع کرده‌اند، به ویژه سانفرانسیسکو ،  سیاتل  و پورتلند، اورگان .  در سال 2013، شهردار شهر نیویورک به دلایل بهداشتی و زیست‌محیطی، ممنوعیت ظروف غذای فومی را پیشنهاد کرد.  اجرای این طرح در حالی که این ممنوعیت توسط صاحبان رستوران‌ها و تولیدکنندگان پلی‌استایرن مورد بحث قرار گرفته بود، به حالت تعلیق درآمد. پس از سه سال دادخواهی، یک قاضی به نفع شهر رأی داد. در سال 2019، اندرو کومو، فرماندار ایالت نیویورک، ممنوعیتی را در سراسر ایالت پیشنهاد داد. 